# Beauty & the Beat
Beauty & the Beat (viết cách điệu: beauty&thebeat; dịch là: Người đẹp và nhịp điệu) là đĩa mở rộng đầu tiên của Loona yyxy, là một nhánh nhỏ đến từ nhóm nhạc nữ Hàn Quốc Loona. Nó đã được ra mắt vào ngày 30 tháng 5 năm 2018 bởi Blockberry Creative. Đĩa mở rộng này chứa 5 bản nhạc, trong đó bản nhạc thứ 2 "love4eva" cũng như là đĩa đơn duy nhất của EP có sự góp giọng của ca sĩ kiêm nhạc sĩ người Canada Grimes. Nhóm nhỏ này bao gồm các thành viên: Yves, Chuu, Go Won, và Olivia Hye.

## Ra mắt và quảng bá
Nhóm đã hé lộ về EP vào ngày 10 tháng 5 năm 2018, và đã tiếp tục ra những hình ảnh về nhóm và từng thành viên cá nhân, cùng với hình ảnh hé lộ từng bản nhạc, cho đến tuần tiếp theo. Vào ngày 20 tháng 5, nhạc sĩ kiêm ca sĩ Grimes được xác nhận sẽ góp giọng trong đĩa đơn của EP này của nhóm "love4eva" thông qua những tiết lộ từ nhóm và Grimes.
Album đã được ra mắt vào ngày 30 tháng 5 năm 2018, cùng với video ca nhạc cho đĩa đơn "love4eva". Nhóm đã lần đầu biểu diễn trực tiếp "love4eva" vào ngày 2 tháng 6 cùng năm, tại sự kiện Premier Greeting – Line&Up, cũng là nơi giới thiệu đầy đủ các thành viên của nhóm lớn Loona.

## Danh sách bài hát
Danh sách lấy từ Naver.
| STT              | Nhan đề                       | Phổ lời            | Phổ nhạc                                                      | Thời lượng |
| ---------------- | ----------------------------- | ------------------ | ------------------------------------------------------------- | ---------- |
| 1.               | "Dal Segno"                   |                    | Artronic Waves, Billy Jean (BADD), SlyBerry                   | 1:07       |
| 2.               | "Love4eva" (featuring Grimes) | Dally, Jaden Jeong | E-Tribe, Nara (BADD), Billy Jean (BADD), Kim Jin-hyung (BADD) | 3:41       |
| 3.               | "Frozen"                      | Hwang (MonoTree)   | Hwang (MonoTree)                                              | 3:29       |
| 4.               | "One Way"                     | Gamdongis          | Gamdongis, Seo Jae-ha, Kim Yeong-seong                        | 3:29       |
| 5.               | "Rendezvous 18.6y"            | G-High (MonoTree)  | G-High (MonoTree), Son Go-eun (MonoTree)                      | 3:27       |
| Tổng thời lượng: | Tổng thời lượng:              | Tổng thời lượng:   | Tổng thời lượng:                                              | 15:29      |

Ghi chú
- Tên của tất cả bài hát đều được viết thường.
- Dal Segno là bản nhạc không lời mở đầu cho EP, tên của nó là tiếng Hàn và tiếng Ý, Dal là tiếng Hàn nghĩa là mặt trăng cũng là 1 từ trong tên tiếng Hàn của nhóm, Segno là tiếng Ý nghĩa là ký hiệu, tức Dal Segno nghĩa là ký hiệu mặt trăng, một ký hiệu đặc trưng của cả nhóm Loona.
- Bài hát One Way và video One của yyxy không hề liên quan với nhau.

## Bảng xếp hạng
| Các bảng xếp hạng (năm 2018)   | Vị trí cao nhất |
| ------------------------------ | --------------- |
| South Korean Albums (Gaon)     | 4               |
| Album Hoa Kỳ World (Billboard) | 6               |